# York Bowen
Edwin Yorke Bowen (Crouch Hill, Londen, 22 februari 1884 – Hampstead, Londen, 23 november 1961), bekend als York Bowen, was een Engels componist en pianist die ook dirigent, organist, violist en hoornist was.

## Levensloop
York Bowen was de jongste zoon van een van de eigenaren van het bekende whiskeymerk Bowen and Mckechnie. Zijn eerste muzieklessen kreeg hij van zijn moeder. Al snel viel zijn talent op en mocht hij muzieklessen volgen aan het North Metropolitan College of Music; daarna volgde hij nog lessen aan hert Blackheath Conservatorium bij Alfred Izard.
In 1898 kreeg Bowen een beurs voor de Royal Academy of Music en bleef daar zeven jaar. Hij kreeg daar les van Frederick Corder (compositie) en Tobias Matthay (piano). Al tijdens zijn studie sleepte hij diverse prijzen in de wacht. In 1907 kreeg hij een baan aan de RAM en was 2 jaar later professor.
Gedurende de Eerste Wereldoorlog speelde Bowen bij de Scots Guard Regimental Band, maar moest door longontsteking opgeven en terugkeren naar zijn vaderland. Hij bleef zich vanaf die tijd bezighouden en bemoeien met de muziek, voornamelijk op het gebied van lesgeven, hetgeen hij tot zijn dood zou doen. Tegelijkertijd bleef hij ook componeren (hij componeerde een 160-tal werken).

## Privé
In 1912 trouwde hij met Sylvia Dalton, een dochter van een dominee uit Somerset, tevens zangeres. In 1913 werd hun zoon Philip geboren.

## Muzikale carrière

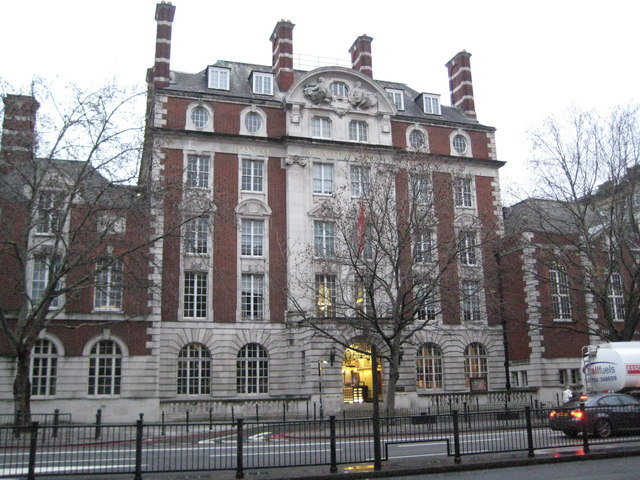
Royal Academy of Music in Londen

In het begin kreeg Bowen veel waardering, zowel op het gebied van compositie als pianospel. Vaak gaf hij premières van zijn eigen werk. Hij werd als pianist vaak geprezen vanwege een formidabele techniek, hetgeen ook is terug te vinden in zijn eigen pianoconcerten, die een naast een laat-romantische stijl, schitteren door “watervallen” van noten. Zijn eerste pianoconcert viel in de smaak bij Camille Saint-Saëns. In zijn latere muziekleven promootte met name Adrian Boult veel van zijn werken. Zijn favoriete instrument naast de piano was de altviool. Hij schreef niet alleen nieuw repertoire voor de altviool maar verwerkte ook soli voor altviool in zijn andere (meestal) symfonische werken. Daarnaast gaf hij samen met altviolist Lionel Tertis concerten. Ook speelde hij vaak samen pianoduetten met Harry Isaacs, een collega professor aan het RAM.

Veel van zijn composities waren opgedragen aan beroemde musici uit die dagen.
Als pianist gaf hij ook premières van (destijds) hedendaagse componisten, zoals het Sinfonia Concertante voor Orkest en Piano van William Walton. Tot slot publiceerde Bowen nog een aantal werken van andere componisten zoals de pianowerken van Mozart en redigeerde hij uitgaven van werken van Chopin (1948-1950) .

## Compositie
Zijn composities vallen in de romantische stijl en hij is daarin de evenknie van bijvoorbeeld Sergej Rachmaninov, Edward Grieg en Tsjaikovski. Zijn stijl wordt wel eens vergeleken met die van Nikolaj Medtner (althans in zijn pianowerk) en was nauwelijks onderhevig aan de veranderingen in de Klassieke muziek uit de 20e eeuw, reden waarom er steeds minder aandacht was voor zijn werk als componist. In 1929 bij zijn uitvoering van zijn 4e pianoconcert vond men hem te ouderwets klinken en viel eigenlijk het doek.
Bowen is net als een aantal andere componisten van begin de 20e eeuw een componist die tussen wal en schip is geraakt. Te modern voor de "oude generatie" en te behoudend voor de "nieuwe". Veel van zijn werken zijn daarom nooit uitgegeven of zelfs uitgevoerd. Pas in de late jaren 80 en 90 van de 20e eeuw vond er een kleine revival plaats. Inmiddels is er een York Bowen Society, die de werken van deze “vergeten” componist probeert te promoten en daarin deels slaagt. Ook de uitgave van een boek over zijn muzikale leven helpt daarbij (Monica Watson: York Bowen: A Centenary Tribute uit 1984). Met echter zoveel nieuwe stromingen binnen de klassieke muziek van zowel 20e als 21e eeuw gaat het langzaam. Zo af en toe komt er toch wel wat uit, aangezien men op zoek is naar “nieuwe” nog onbekende muziek van einde 19e eeuw en begin 20e eeuw.

## Composities (selectie)

### Orkest
- Symfonie nr. 1 in G majeur (Op. 4)
- Symfonie nr. 2 in e mineur (Op. 31)
- Pianoconcert nr. 1 in Es majeur (Op. 11)
- Pianoconcert nr. 2 in d mineur (Op. 17)
- Pianoconcert nr. 3 in g mineur (Op. 23)
- Pianoconcert nr. 4 in a mineur (Op. 88)
- Altvioolconcert in c mineur (Op. 25)
- Vioolconcert in e mineur (Op. 33)
- Rapsodie in D majeur voor cello en orkest (Op. 74)
- Hoornconcert voor hoorn, strijkers en pauken (Op. 150)
- The Lament of Tasso (Op. 5)
- Symfonische fantasie in F majeur (Op. 16)
- Feestouverture in D majeur (Op. 89)
- Fantasie-ouverture naar Tom Bowling (Op. 115)

### Kamermuziek
- Sonate voor altviool en piano nr. 1 (Op. 18)
- Sonate voor altviool en piano nr. 2 (Op. 22)
- Suite in D mineur voor viool en piano (Op. 28)
- Fantasie, kwartet voor vier altviolen (Op. 41)
- Fantasie voor viool en piano (Op. 54)
- Sonate voor cello en piano (Op. 64)
- Rhapsodie trio voor viool, cello en piano (Op. 80)
- Sonate voor hobo en piano (Op. 85)
- Sonate voor hoorn en piano (Op. 101)
- Sonate voor klarinet en piano (Op. 109)
- Sonate voor viool en piano (Op. 112)
- Sonate voor dwarsfluit en piano (Op. 120)
- Sonate voor blokfluit en piano (Op. 121)
- Rhapsodie voor altviool en piano (Op. 149)

### Solo Piano
- Silhouette (Op. 2)
- Quatre Piéces (Op. 3)
- A Whim (Op. 19 No. 2)
- Three pieces (Op. 20)
- Polonaise (Op. 26 No. 2)
- Romance nr. 1 (Op. 35)
- Third Suite (Op. 38)
- Suite Mignonne (Op. 39)
- Three Sketches (Op. 43)
- Three Miniatures (Op. 44)
- Romance nr. 2 (Op. 45)
- Twaalf Studies (Op.46)
- Three Serious Dances (Op. 51)
- Sonate nr. 5 in F mineur (Op. 72)
- Capriccio (Op. 77)
- Nocturne (Op. 78)
- Drie Preludes (Op. 81)
- Berceuse (Op. 83)
- Rêviere (Op.86)
- Ballade No. 2 (Op. 87)
- Three Songs without Words (Op. 94)
- Twelve East Impromptus (Op. 99)
- Ripples, A Short Sketch (Op. 100 No. 1)
- Twenty Four Preludes (Op.102)
- Three Novelettes (Op. 124)
- Siciliano and Toccatina (Op. 128)
- Fantasia, (Op. 132)
- Two Intermezzi (Op. 141)
- Sonatina (Op. 144)
- Four Bagatelles (Op. 147)
- Toccata (Op. 155)
- Partita (Op. 156)
- Sonate nr. 6 (Op. 160)